# Capellen (kanton)
Capellen (luxemburgiska: Capellen) är en kanton i västra Luxemburg i distriktet Luxembourg. Centralorten är Capellen.
Capellen har en total area på 199,71 km² och år 2005 hade Capellen 38 195 invånare.

## Kommuner
1. Dippach (3 360)
2. Garnich (1 535)
3. Hobscheid (2 729)
4. Kehlen (4 724)
5. Koerich (1 861)
6. Kopstal (2 975)
7. Käerjeng
8. Mamer (6 823)
9. Septfontaines (789)
10. Steinfort (4 300)